# Винятинська сільська рада
Виня́тинський старостинський округ — колишня адміністративно-територіальна одиниця та орган місцевого самоврядування в Заліщицькому районі Тернопільської області. Адміністративний центр — село Винятинці.

## Загальні відомості
- Територія ради: 22,31 км²
- Населення ради: 1 241 особа (станом на 2001 рік)
- Територією ради протікає річка Хрумова

## Населені пункти
Сільській раді були підпорядковані населені пункти:
- с. Винятинці
- с. Голігради

## Склад ради
Рада складалася з 16 депутатів та голови.
- Голова ради: Тимофійчук Ярослав Васильович
- Секретар ради: Коверчук Надія Михайлівна

### Керівний склад попередніх скликань
| Прізвище, ім'я, по батькові   | Основні відомості                                                 | Дата обрання | Дата звільнення |
| ----------------------------- | ----------------------------------------------------------------- | ------------ | --------------- |
| Тимофійчук Ярослав Васильович | Сільський голова, 1967 року народження, освіта вища, безпартійний | 26.03.2006   | 31.10.2010      |
| Тимофійчук Ярослав Васильович | Сільський голова, 1967 року народження, освіта вища, безпартійний | 31.10.2010   |                 |

Примітка: таблиця складена за даними сайту Верховної Ради України

### Депутати
За результатами місцевих виборів 2010 року депутатами ради стали:

#### За суб'єктами висування
| Суб'єкт висування | Кількість обраних депутатів | %   |
| ----------------- | --------------------------- | --- |
| Самовисування     | 16                          | 100 |

#### За округами
| № округу | Прізвище, ім'я, по батькові  | Дата визнання обраним | Освіта  | Партійна приналежність | Відомості про обраного депутата                            |
| -------- | ---------------------------- | --------------------- | ------- | ---------------------- | ---------------------------------------------------------- |
| 1        | Долинський Назар Васильович  | 02.11.2010            | середня | позапартійний          | тимчасово не працює                                        |
| 2        | Коверчук Надія Михайлівна    | 02.11.2010            | середня | позапартійна           | виконкомс. Винятинці, секретарка                           |
| 3        | Сеник Ростислав Іванович     | 02.11.2010            | вища    | позапартійний          | загтзерном. Заліщики, провідний агроном                    |
| 4        | Гарап'як Марія Миколаївна    | 02.11.2010            | середня | позапартійна           | фельдшерсько-акушерський пунктс. Винятинці, завідувачка    |
| 5        | Тимофійчук Галина Іванівна   | 02.11.2010            | середня | позапартійна           | фельдшерсько-акушерський пунктс. Новосілка, медична сестра |
| 6        | Лановий Василь Михайлович    | 02.11.2010            | вища    | позапартійний          | ветеринарний лікарс. Винятинці                             |
| 7        | Юрчик Оксана Романівна       | 02.11.2010            | середня | позапартійна           | загальноосвітня школа с. Винятинці, вчитель                |
| 8        | Шацький Іван Степанович      | 02.11.2010            | середня | позапартійний          | тимчасово не працює                                        |
| 9        | Богуцький Дмитро Миколайович | 02.11.2010            | середня | позапартійний          | пенсіонер                                                  |
| 10       | Коверчук Роман Петрович      | 02.11.2010            | середня | позапартійний          | тимчасово не працює                                        |
| 11       | Гавриш Роман Миколайович     | 02.11.2010            | середня | позапартійний          | тимчасово не працює                                        |
| 12       | Шацький Іван Володимирович   | 02.11.2010            | середня | позапартійний          | тимчасово не працює                                        |
| 13       | Михайлюк Михайло Миколайович | 02.11.2010            | середня | позапартійний          | тимчасово не працює                                        |
| 14       | Рогатинська Оксана Дмитрівна | 02.11.2010            | середня | позапартійна           | фельдшерсько-акушерський пунктс. Голігради, завідувачка    |
| 15       | Левак Орися Василівна        | 02.11.2010            | середня | позапартійна           | тимчасово не працює                                        |
| 16       | Коцюб Павло Михайлович       | 02.11.2010            | середня | позапартійний          | тимчасово не працює                                        |